# Монсаливе, Мончо
Хосе Мануэль «Мончо» Монсаливе (исп. José Manuel Moncho Monsalve,  род. 1 января 1945 года, Медина-дель-Кампо) — испанский баскетболист и баскетбольный тренер. Трехкратный победитель Кубка Европейских чемпионов, чемпион Испании и обладатель Кубка Испании.

## Спортивная карьера
Свои лучшие годы Мончо Монсаливе провел на позиции центрового в «Реал Мадриде». С ним он добился многих титулов. В составе сборной страны баскетболист принимал участие в трех Чемпионатах Европы, на которых испанцы выступали неудачно. В 1963 году вместе с испанцами стал серебряным призером Средиземноморских игр.
После завершения карьеры Монсаливе стал тренером. Долгие годы он работал с различными испанскими командами. Кроме того он возглавлял сборные Доминиканской республики, Бразилии, Марокко и Туниса. Наибольших успехов он добился с бразильцами. В 2009 году тренер привел их к победе на Чемпионате Америки в 2009 году. Испанец должен был везти команду на мировое первенство, однако из-за операции на спине он был вынужден оставить свой пост аргентинцу Рубену Маньяно. Впоследствии мог стать главным тренером сборных Пуэрто-Рико и Ливана.
В последнее время Монсаливе работал тренером юниоров в испанской «Мурсии». В 2012 году перенес инфаркт.

## Достижения

### Баскетболиста
- Победитель Кубок Европейских Чемпионов (3): 1964, 1965, 1967.
- Чемпион Испании (3):  1964, 1965, 1966.
- Обладатель Кубка Испании (3): 1965, 1966, 1967.
- Серебряный призер Средиземноморских игр (1): 1963.

### Тренера
- Чемпион Америки (1): 2009.